# Anna Jacobsen
Anna Johanna Jacobsen (Jaahkenelkien Aanna på sydsamiska), född Gaebpien Aanna (Anna Kappfjell) 30 oktober 1924, död 2 april 2004, räknas som en av de främsta förkämparna för det sydsamiska språket och dess kultur.
Jacobsen var född och uppvuxen inom renskötseln, och hennes familj var aktiv inom samisk politik under hennes uppväxt. Till dess att hon började på Sameskolan i Havika, utanför Namsos talade hon enbart sydsamiska, och detta ledde i sin tur till att intresset för att främja modersmålet tidigt väcktes. Efter sin gymnasieexamen, gick Jacobsen vidare till universitetet, där hon studerade nordsamiska, tyska och sydsamiska. När hon tog sin examen i sydsamiska, var hon den första någonsin att göra det i Norge.
Jacobsen anordnade ett stort antal språkbad för sydsamer i Majavatn, där hon bodde. Hon var även aktiv som lärare i sydsamiska, och ledde olika aktioner för att dels skydda sameskolan i Hattfjelldal från nedläggning under 1970-talet, och dels för att upprätta det samiska centret Sijti Jarnge på samma ort.
Under perioden 1987-1991 arbetade hon som språkkonsulent för Samisk Utdanningsråd, och gav ut olika ordböcker. Hon har även översatt Markusevangeliet till sydsamiska, tillsammans med den sydsamiske prästen Bierna Bientie, och 2013 gavs barnboken Åvla ut, som baseras på berättelser som hon under en lång tid hade bidragit med till NRK Sápmis sydsamiska sändningar. 
Ett antal psalmer som Jacobsen översatt, såväl som egenskrivna psalmtexter, återfinns i Norsk Salmebok 2013.